# Tet (lettre)
Pour les articles homonymes, voir Tet, Têt et TET.
| Phénicien | Hébreu | Hébreu | Cursive |
| --------- | ------ | ------ | ------- |
| Teth      | ט      | ט      |         |

Tet ou Teth (ט, prononcée /t/) est la neuvième lettre de l’alphabet phénicien et de l’alphabet hébreu. La lettre phénicienne donna la lettre thêta (Θ, θ) de l’alphabet grec.
Le caractère phénicien représente une roue ou un bouclier.
Sa valeur numérique est 9.
Le caractère Unicode de ט est 05D8.

## Particularités
- Cette lettre fait partie des 7 lettres qui peuvent être couronnées de 3 taguim (תָּגִים).
 Ces 7 lettres sont : ג ז ט נ ע צ ש
- Les nombres 15 et 16 s'écrivent טו et טז pour éviter d'écrire le nom de YHWH en vain.